# هاو شواي
هاو شواي (بالصينية: 郝帅) (من مواليد 1 أكتوبر 1983) هو لاعب كرة الطاولة من الصين.
شارك في دورة الألعاب الآسيوية 2006 في الدوحة بقطر.

## روابط خارجية
- هاو شواي على موقع منظمة تنس الطاولة العالمي (الإنجليزية)
- هاو شواي على موقع اللجنة الأولمبية الصينية (الإنجليزية)